# Vasárnapi Könyvtár (Franklin Társulat)
A Vasárnapi Könyvtár egy 19. század végén – 20. század elején megjelent magyar szépirodalmi könyvsorozat, kiadója a Franklin Irodalmi és Nyomdai Rt.. A következő köteteket tartalmazta: 
- I. folyam. 1. Kisfaludy Sándor. Regék a magyar előidőkből. I. füzet. 3. kiadás. (144 l.) 1878
- 2. Szalay László. A tatárjárás Magyarországon 1241–1242. 3. kiad. (96 l.) 1878. – 4. kiad. (95 l.) 1881
- 3. B. Jósika Miklós. Hunyadi Mátyás. 3. kiad. (128 l.) 1878
- 8. Kisfaludy Károly. Vig elbeszélések. 3. kiad. (96 l.) 1881
- 10. Ujabb magyar költők. Válogatott versgyűjtemény. 2. kiad. (96 l.) 1885
- II. folyam. 1–2. Mesék. Franczia után ujra szek. Czuczor Gergely. 1–2. rész. 2-ik kiadás. (236 l.) 1885
- 9. Kisfaludy Sándor. Regék a magyar előidőkből. II. füzet. 3. kiadás. (112 l.) 1878
- III. folyam. 2–4. Robinton Crusoe élete és kalandjai. 3. kiad. (30 l.) 1876. – 4. kiad. (301 l.) 1881
- 6–7. Goldsmith Oliver. A vékfildi lelkész. Elbeszélés angolból. 2. kiadás. (111. 112 l.) 1878
- 8. Pálffy Albert. Attila isten ostora. Regény a magyar nép számára. 3. kiadás. (112 l.) 1878
- 9. Jósika Miklós. Elbeszélések. 3. kiad. (93 l.) 1881
- 10. Gaál. Peru fölfedezése és elfoglalása. 3. kiad. (112 l.) 1878

Az sorozat kihagyással az 1890-es években folytatódott:
- II. évfoly. 5–7. Boross Mihály. András a szolgalegény. Regény a magyar nép számára. Gotthelf J. után. 4. kiadás. (75, 82, 85 l.) 1900
- III. évfoly. 10. Gaal Mózes. Peru elfoglalása és az Inkák pusztulása. 20 képpel. 4. kiadás. (112 l.) 1897
- IV. évfoly. 1. Gaal Mózes. Csontos Szigfried és a Nibelungok. A magyar népnek és ifjuságnak. (128 l.) 1895
- 2. Gaal Mózes. Berni Detre az Amelungok hőse. (126 l.) 1896
- 3–4. Szivós Béla. András a gazda, vagy mi lett a szolgalegényből. Gotthelf J. után. A magyar nép számára. (93 l.) 1897
- 5. Szivós Béla. Nansen utazásai lábszánkón Grönlandon keresztül. Harminc képpel. (95 l.) 1898
- 6. Ujabb utazások az északi sarkvidéken. Huszonhét képpel. (125 l.) 1898
- 7. Fényes Elek. utazások az északi sarkvidékeken. Átdolgozta Szivós Béla. 20 képpel. (104 l.) 1905
- 10. Szivós Béla. A természet csodái. I. (104 l.) 1905
- 11–12. Vetési László. Boldogházi esték. Tanulságos történet a magyar nép számára. (91. 79 l.) 1905
- 13. Hoitsky Pál. Pillantások a természettudomány jövőjébe. (73 l.) 1902
- 14. Szegfi Mór. A világ csudái. 18 képpel, 4. kiadás. (94 l.) 1907
- 19. Gyöngyössy László, Arany János. (109 l.) 1902
- 20. Szivós Béla. Az állatvilág csodái. 2. (103 l.) 1904
- 21. Jókai Mór. Regék. 8. kiadás. (93 l.) 1907
- 33–34. Szivós Béla. András gazda vagy mi lett a szolgalegényből? Gotthelf J. után elbeszéli –. 2. kiadás. 21. képpel. (95. 95 l.) 1907
- 37–39. Nógrádi László. Homokba írt mesék. (96. 93 l.) 1903